# Sonorai fafaragó kézművesség

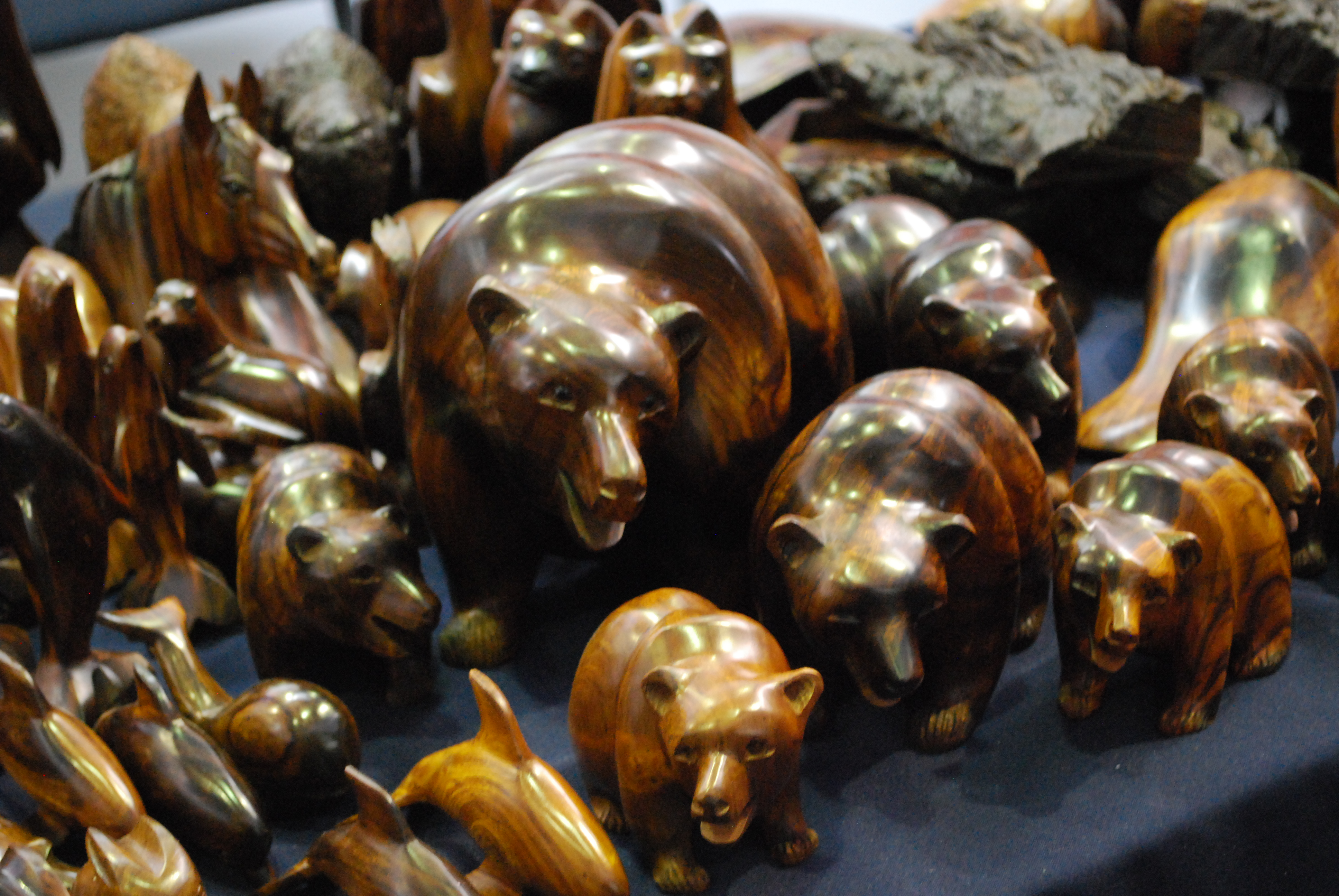
Faragott állatfigurák a mexikóvárosi FONART-on

A mexikói Sonora államban nagy hagyománya van annak, hogy az ott élő szeri indiánok, valamint kisebb számban a jakik, a majók és a papagók is az Olneya tesota nevű fából ("vasfa") dísztárgyakat faragnak.

## Története
Bár a szerik már az ősidőkben is készítettek ilyen faragványokat, a kézművesség mai fajtája csak 1961-től kezdve alakult ki, amikor a nehéz gazdasági helyzet új bevételi források keresését kívánta meg. José Astorga volt az, aki először kanalakat és egyéb eszközöket faragott, majd mivel ezeket nem tudta nagy sikerrel értékesíteni a turistáknak, ezért elkezdett állatfigurákat is megmintázni. Ezeket már sokkal szívesebben megvásárolták az odalátogatók, és jól is fizettek értük, így hamarosan a szeri közösség több mint fele bekapcsolódott a fafaragásba. Bár a vevők visszajelzései és igényei folyamatosan alakították a szobrok stílusát, a legtöbb tárgy azóta is a sivatagban és a tengerben élő állatokat ábrázolja, valamint előfordulnak növények, stilizált emberalakok és a kétarcú hold jelképe is.
A vasfa igen kemény és nehéz, sűrűsége is olyan nagy, hogy a vízen sem úszik, hanem elsüllyed. Anyaga üvegszerű, rostjai egyenesek, és mivel nincsenek pórusai, a nedvesség nem hatol bele kívülről. A kézművesek általában a száraz, esetleg villámcsapásban elpusztult fákat keresik, de az is előfordul, hogy az élő fát kidöntik, és akár 5 évig száradni hagyják, mivel frissen nehezebb feldolgozni, és színe is sárgás-vöröses marad.
A fát régen kizárólag kézi erővel munkálták meg: fejszével döntötték a fát, ráspollyal formázták, üveggel, majd finom sivatagi homokkal csiszolták simára és fényesre, végül (például teknősbékából kivont) zsírral kenték be. Ma már motoros láncfűrészeket, csiszológépeket és mesterséges festékeket is alkalmaznak. A törzset a készítendő tárgy méretétől függően 10–30 cm-es részekre darabolják, körfűrésszel kocka formájúra alakítják, majd csiszolókővel nagyjából kialakítják a tervezett állat vagy növény körvonalait, lekerekítik a sarkokat és kidolgozzák a részleteket, végül kézzel kifestik és fényezőanyaggal is bevonják az elkészült alkotást. Ilyen módszerrel egy kézműves család egy nap alatt akár 40–50 darabot is elkészíthet.

## Forgalmazása

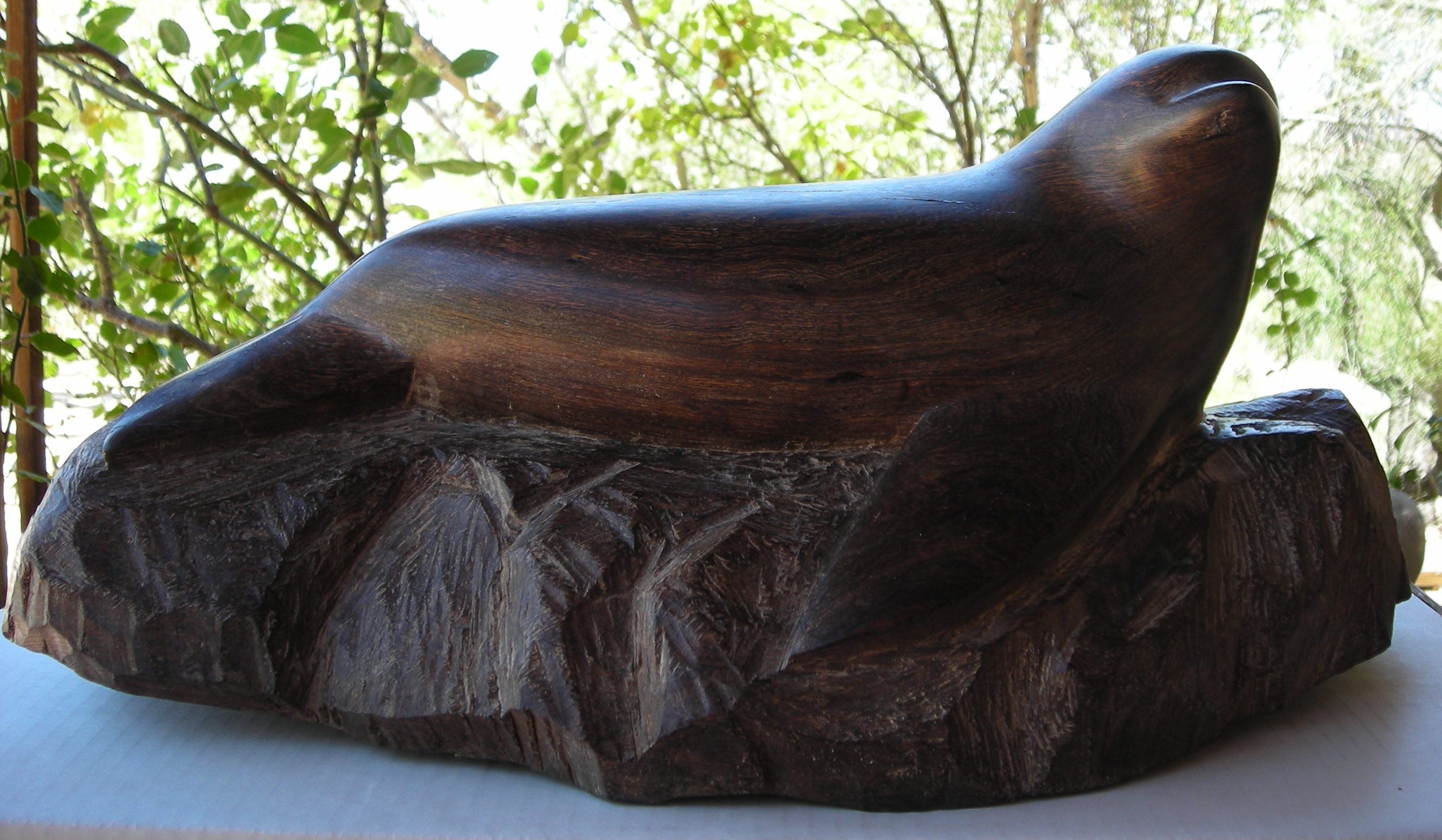
Sziklán fekvő fókát ábrázoló alkotás

Az elkészült szobrokat a Sonorába érkező turisták számára éppúgy eladják, mint nagykereskedők számára, akik nemcsak Sonorában, hanem például Alsó-Kaliforniában, Déli-Alsó-Kaliforniában, sőt, még az Amerikai Egyesült Államokban is továbbértékesítik, de az 1980-as évek óta a termékek eljutnak Mexikó szinte minden részére, és messzebbi országokba is. Vannak, akik szerint az eliparosodottság és a tömeges előállítás miatt a darabok elvesztik igazi értéküket, de az egyedi különlegességek így is nagy értéket képviselnek.
A 20. század végére az Olneya tesota fa már annyira megritkult (igaz, nem elsősorban a kézműves felhasználás miatt, hanem mert faszén előállítására, sőt, tűzifának is használták), hogy ez a faj létezését veszélyeztette, sőt, azét a több tucat másik fajét is, amelyek ezzel a növénnyel társulásban élnek. Ezért 1995-ben a Mexikói Népművészeti és Népi Kulturális Szövetség (Asociación Mexicana de Arte y Cultura Popular) programot indított annak érdekében, hogy felkutassanak más fákat, amelyek anyagával az Olneya tesota helyettesíthető, a szerik közül pedig voltak olyanok is, akik fa helyett köveket kezdtek el megmunkálni. Ez az amerikai turisták egy részének annyira megtetszett, hogy többen Kaliforniából hoztak nekik saját köveket, hogy azokat is faragják meg.